# Nephromyces
A Nephromyces az Apicomplexa egy, a Molgula és a Bostrichobranchus nembe tartozó aszcídiák szimbiontáit tartalmazó nemzetsége.

## Történet
De Lacaze-Duthiers 1874-ben a Gregarinasinát tartalmazó mikrobaközösségnek tekintette.
1888-ban fedezte fel Alfred Mathieu Giard, és Chytridiomycota-nemzetségként írta le fonalas sejtjei miatt. Formálisan 3 fajt írt le, melyek a különböző gazdafajoknak felelnek meg. Később sorolták az állatok és gombák elkülönülése közelébe és az Opalozoa csoporton belül a Telonemiába is a Telonema testvérnemzetségeként. 2010-ben a nemzetségről molekuláris filogenetika kimutatta, hogy az Apicomplexán belül a Piroplasmida kláddal rokon nemzetség.
A 20. században többen megkérdőjelezték a Nephromyces létét.
A vitatott rendszertani helyzet oka volt összetett életciklusa és morfológiája. 2019-ben Muñoz-Gómez et al. a klád legközelebbi rokonaként a Hematozoa kládot adta meg. Apicomplexa-tagsága megmagyarázhatja egyes jellemzőit, például sporozoita- és spóraállapotát, tubuláris cristáit és sporozoitái roptriáit vagy mikronéma-vezikulumait.

## Genetika
SSU rDNS-ét először 2010-ben szekvenálták, ennek segítségével igazolták Saffo et al., hogy Apicomplexa-faj. Lehetséges LAP1-, LAP2/4- és LAP3-kódoló transzkriptumai vannak.

## Filogenetika
Legközelebbi rokona a Cardiosporidium, ez aszcídiák – például a Ciona spp. – parazitáit tartalmazza, vele együtt alkotja a Nephromycida kládot.

## Leírás
A Nephromyces gazdái vesezacskójának lumenjében található. Ez folyadékkal töltött zárt szerkezet, mely az epikardiumból alakul ki fejlődés során. Különböző sejttípusai vannak – a Molgula manhattensisben legalább 7 van jelen –, melyek feltehetően életciklusa különböző állapotai, mivel a különböző típusok a gazdába való kezdeti kerülés után egymás után jelennek meg. Azonban érett állapotban a különböző szakaszok egy gazdában együtt is jelen vannak. Ilyen állapotok például a fonalak (trofikus állapotok), az ostor nélkül mozgó sejtek és a kétostorú rajzósejtek. Az ostor nélkül mozgó sejtek a többi Apicomplexa-faj sporozoitáira, a spórák az apikális komplex roptriáira hasonlítanak.
Rendelkezik kitin sejtfallal.
Elsősorban sejten belül szaporodik, és nincs sejten kívül nagy trofikus szakasza.

## Szimbiózis
A Nephromyces Molgulidae-specifikus, és a Molgula és legalább 1 másik Molgulidae-nem, a Bostrichobranchus – ezen belül a Bostrichobranchus pilularis – endoszimbiontája. A vizsgált vadon gyűjtött felnőtt Molgula-példányok mindegyike rendelkezett  Nephromycesszel, tehát feltehetően hasznos szimbiontája, nem parazitája, így az Apicomplexán belül kivétel lehet, mert annak legtöbb tagja állati gazdáinak parazitája. Azonban létrehozhatók Nephromyces nélküli állatok szűrt tengervízben való neveléssel. Ezek a Nephromyces életciklusának tanulmányozására használhatók. A Nephromyces gazdája halálakor a környező tengervízbe kerül, és sejtjei legalább 29 napon át életképesek maradnak gazdán kívül.
A Nephromyces által lakott vesezacskószerv sok urátot tartalmaz, mely nitrogéntartalmú melléktermék. Az ezt bontó urát-oxidáz aktivitását megfigyelték Nephromyces-sejtekben, így felhasználhatja a gazdája termelte melléktermékeket saját nitrogénforrásaként.
M. manhattensisben és M. occidentalisban talált Nephromyces-sejteken belül ismertek szimbionta baktériumok, szimbiózison belüli szimbiózist adva. E baktériumok több klád tagjai.
Obligát, nem öröklődő szimbionta. Egy fajban több Nephromyces-faj is élhet.

## Ökológia
Az állatokban gyakori, de más eukariótákban ritka kuafortervírusok megtalálhatók lehetnek a Nephromycesben, de horizontális transzferrel vagy szekvenálási kontaminációval is kerülhetett oda ily vírus.

## Fordítás
Ez a szócikk részben vagy egészben  a   Nephromyces című angol Wikipédia-szócikk ezen változatának fordításán alapul.  Az eredeti cikk szerkesztőit annak laptörténete sorolja fel. Ez a jelzés csupán a megfogalmazás eredetét és a szerzői jogokat jelzi, nem szolgál a cikkben szereplő információk forrásmegjelöléseként.